# HM Cancri
HM Cancri (také známá jako RX J0806.3+1527) je dvojhvězda tvořená dvěma bílými trpaslíky extrémně vysoké hustoty. Nachází se ve vzdálenosti přibližně 1 600 světelných let v souhvězdí Raka. S orbitální periodou 321,5 sekundy je HM Cancri systémem s nejkratší známou oběžnou dobou mezi hvězdnými systémy.

## Vlastnosti
HM Cancri tvoří dvojice bílých trpaslíků, hvězd s vyhořelým jádrem a extrémní hustotou. Primární složka má hmotnost přibližně 0,55 M☉, sekundární pak 0,27 M☉. Vzájemná vzdálenost činí asi 80 000 km, tedy jen pětinu střední vzdálenosti Země–Měsíc. Velikost obou hvězd je zhruba srovnatelná s planetou Zemi, avšak jejich hustota je nesrovnatelně vyšší.
Systém vyzařuje intenzivní rentgenové záření a současně ztrácí energii prostřednictvím gravitačních vln. V důsledku toho se orbitální perioda zkracuje asi o 1,2 milisekundy ročně, takže hvězdy se k sobě postupně přibližují.

## Význam
Podle studie zveřejněné v časopise Science v roce 2002 je HM Cancri nejsilnějším známým zdrojem gravitačních vln v naší galaxii. Díky ultrakrátké orbitální periodě poskytuje systém zásadní test obecné teorie relativity a ztráty energie vyzařováním gravitačních vln. Předpokládá se, že se obě složky spojí zhruba za 340 000 let, což může vést ke vzniku masivnějšího bílého trpaslíka nebo k explozivnímu jevu typu Ia či Iax supernovy.
Evropská jižní observatoř (ESO) svými pozorováními z VLT přesně určila orbitální parametry HM Cancri a potvrdila, že vyzařované gravitační vlny mohou být detekovatelné budoucími aparaturami, jako je LISA.

## Pozorování
HM Cancri byla objevena pomocí periodické modulace rentgenových paprsků, kterou poprvé zaznamenala družice ROSAT. Pozdější optické a rentgenové studie (např. mise XMM-Newton či pozorování na VLT) potvrdily shodnou 321,5sekundovou periodu v optickém a rentgenovém oboru. Optická magnituda se v modrém filtru pohybuje kolem 20,7, což systém činí obtížně pozorovatelným i pro výkonné dalekohledy.

## Budoucnost
V důsledku neustálé spiralizace, způsobené emitováním gravitačních vln, se vzdálenost mezi oběma složkami systému stále snižuje. Podle výpočtů by se bílí trpaslíci mohli spojit přibližně za 340 000 let. Výsledkem takového spojení může být vznik masivnějšího bílého trpaslíka, pokud celková hmota nepřekročí limit zhruba 1,4 M☉, známý jako Chandrasekharova mez. Pokud je však souhrnná hmota dostatečně vysoká, spojení by mohlo vést k explozivní události podobné supernově typu Ia nebo Iax.